# Gnomidolon sylvarum
Gnomidolon sylvarum är en skalbaggsart som först beskrevs av Bates 1892.  Gnomidolon sylvarum ingår i släktet Gnomidolon och familjen långhorningar.
Artens utbredningsområde är:
- Guatemala.
- Honduras.

Inga underarter finns listade i Catalogue of Life.